# Einnahme von Fort Henry
Fort Henry – Fort Donelson – Shiloh – Corinth I
Die Schlacht von Fort Henry fand während des Amerikanischen Bürgerkriegs am 6. Februar 1862 in Tennessee statt.
Grant hatte den Plan von Norden mit zwei Divisionen auf das Fort vorzurücken, während es gleichzeitig von Kanonenbooten der Union unter dem Kommando von Flag Officer Andrew Hull Foote angegriffen wurde. Am 4. und 5. Februar landeten seine Divisionen nördlich von Fort Henry am Tennessee. Der konföderierte Kommandeur, Brigadegeneral Lloyd Tilghman, beorderte das Gros seiner Garnison nach Fort Donelston, blieb aber mit einer Artilleriekompanie zurück. Durch starken Regen zum Zeitpunkt des Angriffs am 6. Februar wurde Fort Henry von steigendem Flusswasser fast überschwemmt. Das präzise Geschützfeuer der Kanonenboote zeigte eine effektive Wirkung. Aufgrund der Überschwemmungssituation und des starken Beschusses durch die Kanonenboote kapitulierte Tilghman vor Foote noch bevor die Truppen Grants Fort Henry erreicht hatten. 
Die Kapitulation von Fort Henry öffnete den Tennessee für den Unionsverkehr flussaufwärts durch West-Tennessee bis südlich der Grenze zu Alabama und eröffnete die Möglichkeit für einen Angriff auf Fort Donelson.